# Тринідад і Тобаго на літніх Олімпійських іграх 1980
Тринідад і Тобаго брали участь у Літніх Олімпійських іграх 1980 року у Москві (СРСР) удев'яте за свою історію, але не завоювали жодної медалі.